# Кадайф

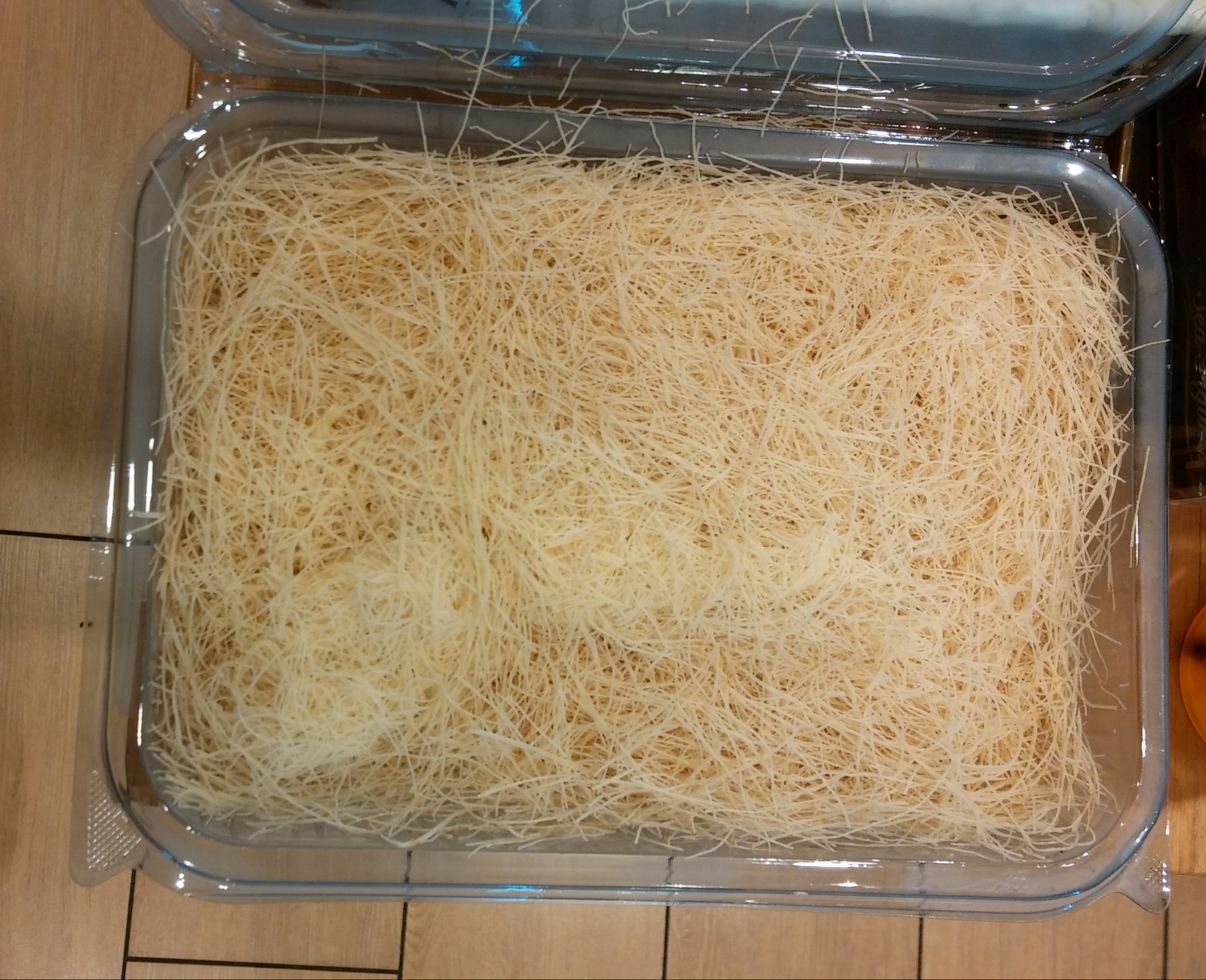
Кадайф

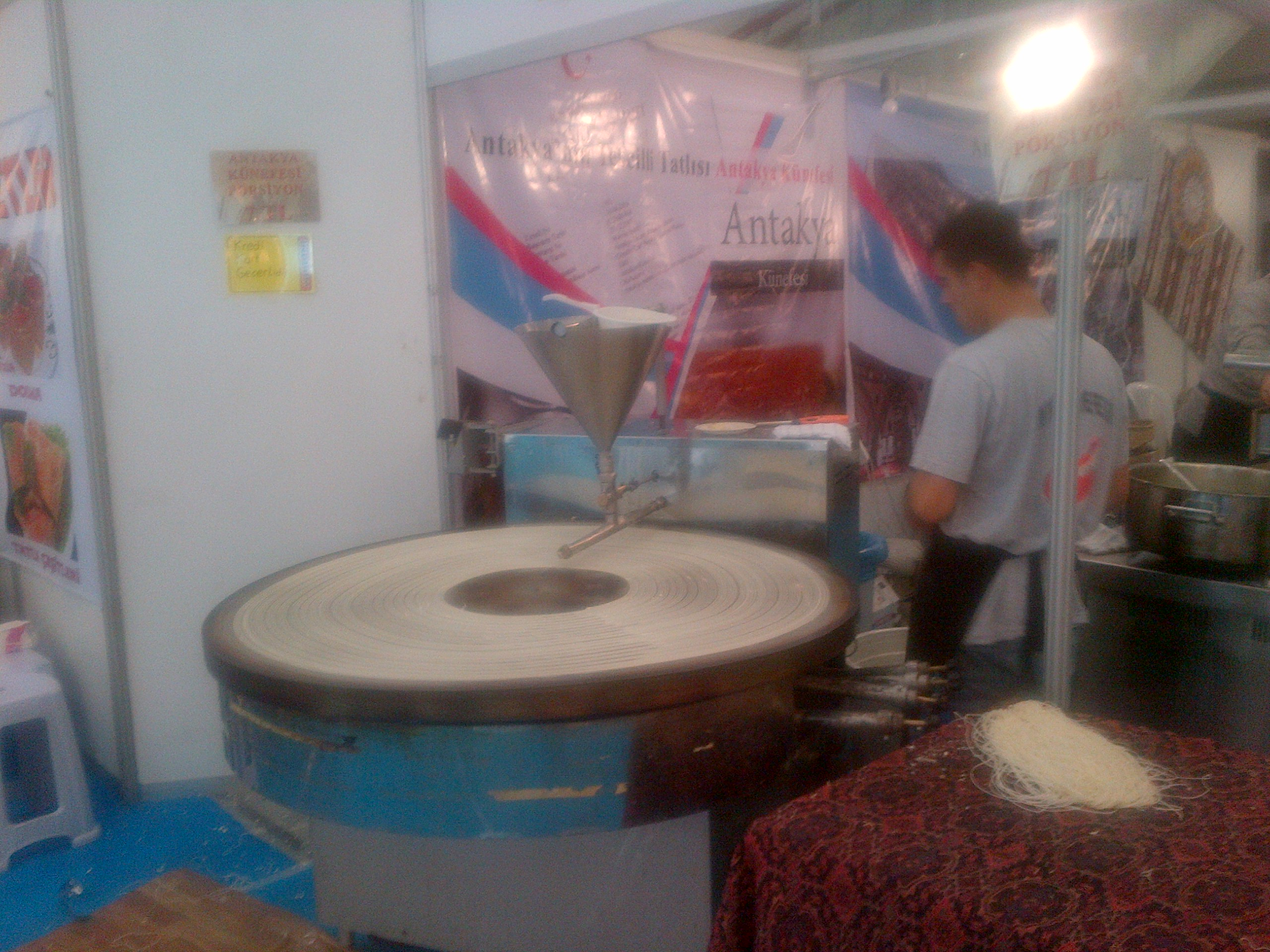
Изготовление лапши кадайф в Турции

Кадайф (тур. kadayıf — кадайы́ф) — разновидность тонкой турецкой лапши. Изготавливается из теста, замешанного на воде. Смесь наливают через сито на горячий металлический поднос. Время приготовления очень короткое. Используется на Ближнем Востоке и Средиземноморье для приготовления десертов и других блюд. Популярный десерт в Турции, сравнимый с пахлавой и кнафе.